# Kup europskih prvaka 1968./69. (vaterpolo)
Kup europskih prvaka 1968./69. igralo je 8 momčadi. 
Po dvije iz svake skupine prošle su u poluzavršnicu. Iz prve skupine prošli su Dinamo Moskva i Dinamo Magdenburg (ispali Dinamo Bukurešt i Barcelona). Iz druge skupine prošli su Mladost i Partizan, a ispali Ferencváros i Marseille.

### Poluzavršnica
- Partizan -  Dinamo Moskva 6:3, 2:6 (ukupno 8:9)
- Mladost -  Dinamo Magdenburg 3:1, 6:7 (ukupno 9:8)

### Finale
- Mladost - Dinamo Moskva 7:3, 4:4 (ukupno 11:7)

Prvak Europe 1968./69.:  Mladost (drugi uzastopni naslov).
Sastav momčadi Mladosti: Karlo Stipanić, Ivo Trumbić, Ozren Bonačić, Zlatko Šimenc, Ronald Lopatny, Miroslav Poljak, Matošić, Marijan Žužej, Jeger, Posojević, Kruz, Hebel. Trener: Seifert